# 垂水市立協和中学校

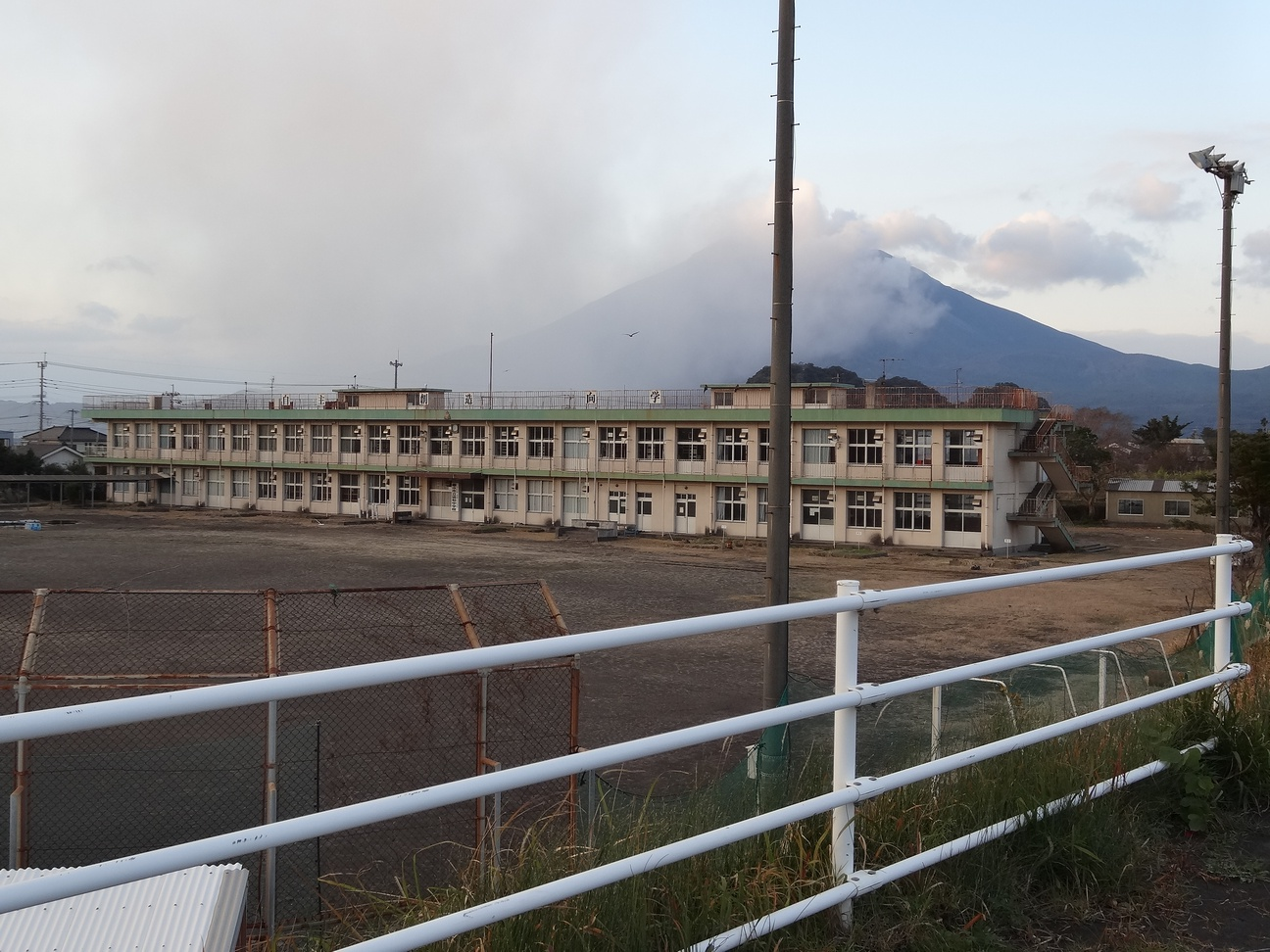
閉校後の校舎（2012年12月）

垂水市立協和中学校（たるみずしりつきょうわちゅうがっこう）は鹿児島県垂水市中俣にあった公立中学校である。2010年（平成22年）3月、垂水市立垂水中央中学校へ統合し廃校した。
生徒数は平成18年5月1日時点で69名で、1学年1学級であった。

## 沿革
- 1947年（昭和22年） - 垂水中学校の分校として開校する。
- 1949年（昭和24年） - 協和中学校として独立する。
- 2010年（平成22年）3月20日 - 垂水市立垂水中央中学校への統合によって閉校。